# Mallodon hermaphroditum
Mallodon hermaphroditum är en skalbaggsart som beskrevs av Thomson 1867. Mallodon hermaphroditum ingår i släktet Mallodon och familjen långhorningar.
Artens utbredningsområde är Panama. Inga underarter finns listade i Catalogue of Life.